# Separador decimal
| 1,2                                                                                      | ⇔             | 1.2                                                                                  |
| π = 3,14...                                                                              | ⇔             | π = 3.14...                                                                          |
| Representação com vírgula (usada nos países que adotam a vírgula como separador decimal) | equivalente a | Representação com ponto (usada nos países que adotam o ponto como separador decimal) |

Separador decimal ou marcador decimal é o nome que se dá, em matemática, ao símbolo usado para separar a parte inteira da parte complementar não inteira (ou, como impropriamente se usa dizer, "parte fracionária"[a]) da representação decimal do numeral de um número racional, irracional, e, por extensão, real. Essa separação entre partes "inteira" e "complementar não inteira", como referido, aplica-se aos módulos reais de todos os números superdimensionais superiores, vale dizer, a todos os números de conjuntos superiores definidos em espaços vetoriais n-dimensionais Rn, com n ∈ N, quando se lhe retiram todos os inteiros, dos quais os números reais são caso particular com n = 1[a]. São símbolos mais usados como marcador decimal ou separador decimal:
- o ponto decimal ("." ponto), em países de cultura inglesa e outros que lhes são subculturados;
- a vírgula decimal ("," vírgula), em países da América não inglesa e da Europa, entre outros países.

A 10.ª resolução da 22.ª Conferência Geral de Pesos e Medidas em 2003 declarou: "[...] o símbolo do separador decimal deve ser ou o ponto na mesma linha, ou a vírgula na mesma linha.[...]". Na prática, diz-se que o ponto decimal é usado nos países falantes de inglês e na maior parte da Ásia, e a vírgula decimal, nos da América não inglesa e na maioria dos países europeus continentais.

## Fundamentos históricos
Na Idade Média, antes do advento da imprensa, uma barra superior ( ¯ ) sobre o dígito das unidades foi usada para separar a parte inteira do numeral de um número (real) de sua parte complementar não inteira (ou "fracionária"), uma tradição herdada do sistema decimal utilizado na matemática indiana. O seu uso regular e sua classificação podem ser atribuídos ao matemático iraniano Al-Khwarizmi. Isso remanesceu em uso comum como uma barra inferior em dígitos sobrescritos, especialmente no tocante aos valores de preços monetários. Por exemplo, 9995, "sem" um separador decimal.
Mais tarde, o separador específico ( ˌ ) (um curto traço de tinta aproximadamente vertical) entre as unidades e as posições decimais tornou-se norma entre os matemáticos islâmicos medievais. Todavia, quando era necessário imprimir esse caractere, tornava-se mais conveniente (facilidade da prática tipográfica de então) usar ou a atual vírgula ou o atual ponto no lugar do signo concebido para aquele fim específico.
Na França, o ponto já estava em uso na impressão, para tornar os algarismos romanos mais legíveis. Por esse motivo, a vírgula foi escolhida como separador decimal. Muitos outros países também optaram por usar a vírgula para marcar a posição das unidades decimais, como Itália, por exemplo, o que foi normatizado pela  International Organization for Standardization (ISO) para projetos internacionais. O matemático francês Viète (1540 - 1603), com efeito, desenvolvera um método para escrever as frações decimais. No lugar de frações convencionais, Viète escrevia os números separando "com vírgula" a parte inteira da parte complementar não inteira. Esse método, modernizado, é utilizado até hoje, ressalvado o uso do ponto decimal nas culturas de fala inglesa e naquelas que sofreram influência do seu imperialismo expansionista.

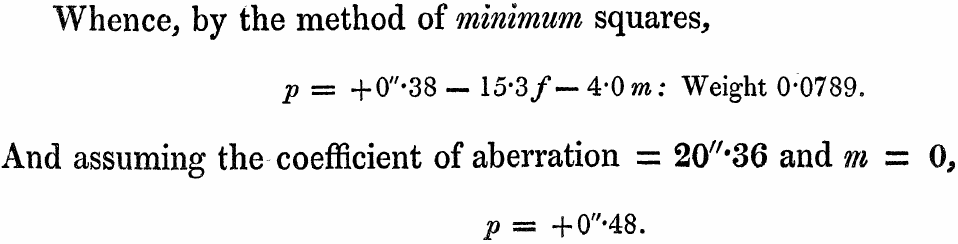
Separador decimal em uso numa impressão britânica de 1839

No entanto, países de língua inglesa adotaram a vírgula para separar as sequências de três dígitos (classes posicionais). Nos Estados Unidos da América (EUA.), o ponto (que é chamado de stop ou full stop em outros países), foi usado como marcador decimal padrão. Nos países do Império Britânico, embora o ponto alinhado (na mesma linha da escrita) pudesse ser utilizado em material tipografado, o ponto centralizado (ponto mediano: •), muitas vezes referido como o ponto decimal, foi preferido como marcador de decimais em tecnologias de impressão que os pudessem acolher Isso tinha a vantagem de reduzir a confusão nos países que aproveitaram o ponto alinhado para separar grupos de dígitos e era geralmente mais claro na escrita (especialmente quando se escreve sobre uma base pontilhada ou tracejada, como ocorre em muitas formas). No entanto, como o ponto mediano (•) já estava em uso comum no mundo da matemática para indicar a multiplicação, o SI rejeitou o seu uso como marcador decimal. Contudo, a utilização do ponto alinhado comum como marcador decimal não sofria da mesma proibição. Revistas de aviação britânicas, então, adotaram a forma dos EUA no final do século XX.
Quando a África do Sul adotou o sistema métrico, aprovou a vírgula como seu marcador decimal oficial. A Língua auxiliar Interlíngua tem usado a vírgula decimal como seu marcador decimal desde a publicação de "Interlingua Grammar (A Gramática da Interlíngua)", em 1951 O Esperanto, outra língua auxiliar internacional, também utiliza a vírgula decimal como seu marcador decimal oficial.
Em 1958, disputas entre delegados estadunidenses e europeus sobre a escolha da representação preferível para marcador decimal quase paralisaram o desenvolvimento do ALGOL (linguagem de programação). O ALGOL, assim, acabou permitindo o uso de diferentes marcadores decimais, mas a maioria das linguagens de computador e formatos padrão de dados (como C, Java, Fortran, Cascading Style Sheets(CSS)), adotam unicamente o ponto (o "ponto alinhado") como marcador ou separador decimal em seu léxico e sua base de signos próprios, e, portanto, em suas representações.

## Padrões atuais
A 22.ª Conferência Geral de Pesos e Medidas, em sua Resolução n.º 10, estabeleceu e declarou em 2003 que "o símbolo do marcador decimal deve ser o ponto sobre a linha ou a vírgula na linha.". Além disso, reafirmou que os "números podem ser divididos em grupos de três, a fim de facilitar a leitura; porém, nem pontos, nem vírgulas devem ser inseridos nos espaços entre os grupos". Por exemplo, tem-se a escrita decimal aprovada "1 000 000" (sem as aspas), como representação adequada para o número um milhão. Essa prática, esse uso já tem sido recomendado por várias entidades e organizações técnicas no mundo.

## Agrupamento de dígitos
Para facilitar a leitura, números com muitos dígitos podem ser divididos em grupos usando um delimitador. Em alguns países, esses "separadores de grupos de dígitos" são empregados apenas à esquerda do separador decimal; em outros, eles também são usados para separar números com uma parte longa e fracionária. Uma razão importante para o agrupamento é que ele permite um julgamento rápido do número de dígitos, por meio de avaliação ou contagem rápida, de relance (em inglês, subitizing), em vez de contar direta e propriamente — como exemplo, contraste-se a representação 100 000 000 com a representação 100000000, ambas para significar o número cem milhões.
Desde 2003, o uso de espaços como separadores (por exemplo: 20 000 e 1 000 000, para "vinte mil" e "um milhão", respectivamente) foi oficialmente aprovado pelo SI / padrão 31-0 ISO, bem como pelo Escritório Internacional de Pesos e Medidas e pela União Internacional de Química Pura e Aplicada (IUPAC), o amplamente seguido "Manual de Estilo" da American Medical Association e o "Conselho de Metrificação" (ambos nos Estados Unidos), entre outros.
Os grupos criados pelos delimitadores tendem a seguir o uso do idioma local, que varia. Em idiomas europeus, grandes números são lidos em grupos de milhares e o delimitador (que ocorre a cada três dígitos, quando é usado) pode ser chamado de "separador de milhares". Nas culturas da Ásia Oriental , particularmente na China , Japão e Coréia , grandes números são lidos em grupos de miríades (dez milhares, 10.000), mas o delimitador geralmente separa a cada três dígitos. O sistema de numeração indiano é um pouco mais complexo: agrupa os três dígitos mais à direita (mil) seguidos por dois conjuntos de dois dígitos. Esse padrão se repete a cada sete dígitos, formando grupos de "crore". Um trilhão seria, assim, escrito como 1.00.000.00.00,000 ou 1 laque crore.
A convenção para separadores de grupos de dígitos historicamente variou entre os países, mas geralmente buscava distinguir o delimitador do separador decimal. Tradicionalmente, os países de língua Inglês têm empregado vírgulas como delimitador (ex.: 10,000), e outros países europeus têm empregado períodos ou espaços: 10.000 ou 10 000. Devido à confusão que poderia resultar em documentos internacionais, nos últimos anos o uso de espaços como separadores foi defendido pela norma modificada SI / ISO 31-0, bem como pelo Bureau Internacional de Pesos e Medidas e pela União Internacional de Química Pura e Aplicada, que também começaram a defender o uso de um "espaço estreito " a cada "grupo de três". Nos Estados Unidos, o amplamente seguido "Manual de Estilo", da American Medical Association, também exige um espaço reduzido. Em alguns ambientes de codificação online (por exemplo, somente-ASCII), um "espaço estreito" não é prático nem está disponível, casos nos quais um espaço regular de palavra ou nenhum delimitador são as alternativas.

### Dadosversusmáscaras
Separadores de grupos de dígitos podem ocorrer como parte dos dados ou como uma "máscara" por meio da qual os dados são exibidos. Esse é um exemplo da separação de apresentação e conteúdo, possibilitando a exibição de números com agrupamento de dígitos espaçados de maneira que não se insiram caracteres de "espaço em branco" na cadeia de dígitos do conteúdo. Em muitos contextos de computação, é preferível omitir os separadores de grupos de dígitos dos dados e, em vez disso, sobrepô-los como uma máscara (de entrada ou de saída). Exemplos comuns incluem planilhas e bancos de dados, em que valores de moeda são inseridos sem essas marcas, mas são exibidos com eles inseridos. (Da mesma forma, os números de telefone podem ter hífens, espaços e/ou parênteses como máscara, e não como dado.) No conteúdo da Web, esse agrupamento de dígitos pode ser feito com estilo Cascading Style Sheets (CSS). É útil porque o número pode ser copiado e colado em calculadoras (incluindo a omnibox do navegador da Web) e analisado pelo computador "com a forma como está" (sem que o usuário depure manualmente os caracteres estranhos). Por exemplo, o conteúdo da Wikipédia pode exibir números dessa maneira, como nos exemplos a seguir: 149 597 870 700 metros é 1 unidade astronômica; 3,141 592 653 589 793 238 46 é o número π arredondado para 20 casas decimais, e 2,718 281 828 459 045 235 36 é o número e arredondado para 20 casas decimais.
Em algumas linguagens de programação, é possível agrupar os dígitos no código-fonte do programa, para facilitar a leitura (consulte Literal inteiro: Separadores de dígitos). As linguagens de programação Ada, D, Rust, Swift, Java, OCaml, Perl, Python (versão 3.6) e Ruby usam o caractere de sublinhado (_) para essa finalidade. Todas essas linguagens permitem que setecentos milhões sejam inseridos como 700_000_000. Fortran de formato fixo ignora os espaços em branco (em todos os contextos), então 700.000.000 são permitidos. A linguagem de programação C++14 permite o uso de um apóstrofo para agrupamento de dígitos, portanto, 700'000'000 é permissível.

### Exceções ao agrupamento
O Bureau Internacional de Pesos e Medidas afirma que "quando há apenas quatro dígitos antes ou depois do marcador decimal, é costume não usar um espaço para isolar um único dígito". Da mesma forma, alguns manuais de estilo afirmam que separadores de milhares não devem ser usados em texto normal para números de 1000 a 9999 inclusive, que não mostram parte fracionária (noutras palavras, para números inteiros de quatro dígitos), enquanto outros usam separadores de milhares e outros usam ambos. Por exemplo, o estilo "APA" (American Psychological Association) estipula um separador de milhares para "a maioria dos números de 1.000 ou mais", exceto para números de páginas, dígitos binários, temperaturas etc..
Há sempre exceções específicas do país para o agrupamento de dígitos, como números de ano, códigos postais e números de ID do formato não agrupado predefinido, que os guias de estilo geralmente apontam.

### Sistemas em outras bases
Num sistema binário (base 2), um espaço completo pode ser usado entre grupos de quatro dígitos, correspondendo a um nibble, ou equivalentemente a um dígito hexadecimal (base 16) [pois 16 = 24]. Para números inteiros, os pontos também são usados para separar grupos de quatro bits. Alternativamente, os dígitos binários podem ser agrupados por três, correspondendo a um dígito octal (base 8) [pois 8 = 23]. Da mesma forma, em hexadecimal (base 16), os espaços completos são geralmente usados para agrupar dígitos em pares, fazendo com que cada grupo corresponda a um byte Adicionalmente, grupos de oito bytes são costumeiramente separados por um hífen.

## Calculadoras e computadores
Em países que usam a vírgula decimal, o ponto decimal também é comum como "notação internacional", por causa da influência de dispositivos como calculadoras eletrônicas, que ordinariamente, de fábrica, usam apenas o ponto decimal (com algumas exceções, nas quais o fabricante permite configurar a representação decimal desejada). A maioria dos sistemas operacionais de computadores permite a seleção do separador decimal e programas que foram cuidadosamente internacionalizados seguirão isso, mas alguns programas o ignoram, sendo que há os que podem até falhar ao operar se a configuração tiver sido alterada.

## Sistema hindu–arábico
O Sistema numérico hindu-arábico de base decimal é, modernamente, o sistema numérico posicional mais amplamente utilizado em todo o mundo. Quando se fala em representação numérica não inteira, a mesma regra que se aplica ao sistema numérico de base decimal aplica-se também aos de outras bases.

No que diz respeito ao separador decimal eleito para a apresentação gráfica dos numerais que representam tais números (visto que número é "ideia que expressa quantidade"), as mesmas regras que se aplicam ao sistema de base dez também se aplicam aos demais sistemas, resguardado o conjunto de caracteres de cada um.

Veja-se, a título de exemplo, que a "constante de Arquimedes", π = 3,1415926535897 (valor truncado na 13.ª posição decimal), em outras bases numéricas, escreve-se como se segue, usando-se vírgula decimal como separador decimal:
- Base 64: ...D,UmrzFbZ
- Base 60: ...3,UKrZQcH
- Base 32: ...3,196LSOLMP
- Base 16: ...3,149ABCC56D9
- Base 10:....3,1415926535897
- Base 8:......3,24465363053331
- Base 3:...10,12000100202100120122110202
- Base 2:...11,10100100110101011110011000101011011011001

## Distribuição mundial por separador

Símbolo de marcador decimal, distribuição mundial:
Países que usam o ponto como separador decimal
Países que usam a vírgula como separador decimal
Países com numerais arábicos não ocidentais
Países com numerais ainda desconhecidos

A distribuição mundial de países conforme a escolha do símbolo de uso para marcador ou separador decimal (exibida na imagem) é:
- Países que usam o ponto decimal — são os representados na cor azul;
- Países que usam a vírgula decimal — são os representados na cor verde;
- Países com numerais arábicos não ocidentais — são os representados na cor vermelho;
- Países com numerais ainda desconhecidos — são os representados na cor cinza.

## Países que utilizam ponto decimal
São países que usam o ponto decimal como símbolo de separador decimal:
- Austrália
- Botswana
- Brunei
- Canadá (apenas os falantes de inglês)
- China, República Popular da
- Singapura
- Coreia do Norte
- Coreia do Sul
- Estados Unidos (incluindo áreas insulares)
- Filipinas
- Guatemala
- Hong Kong
- Índia
- Irlanda
- Israel
- Japão
- Quênia
- Malásia
- Malta
- México
- Nigéria
- Nova Zelândia
- Paquistão
- Peru
- Reino Unido
- República Dominicana
- Sri Lanka
- Suíça (Com as somas de dinheiro)
- Tailândia
- Taiwan
- Tanzânia
- Uganda
- Zimbabwe

## Países que utilizam vírgula decimal
São países que usam a vírgula decimal como símbolo de separador decimal:
- África do Sul (vírgula, oficial; ponto, em negócios)
- Albânia
- Alemanha
- Andorra
- Argentina
- Armênia
- Áustria
- Azerbaijão
- Bélgica
- Bielorrússia
- Bolívia
- Bósnia e Herzegovina
- Brasil
- Bulgária
- Camarões
- Canadá (apenas os falantes de francês)
- Cazaquistão
- Chile
- Chipre
- Colômbia
- Costa Rica
- Croácia (vírgula, oficial; ambos, de uso corrente)
- Cuba
- Dinamarca
- Equador
- Eslováquia
- Eslovênia
- Espanha
- Estônia
- Féroes
- Finlândia
- França
- Grécia
- Holanda
- Honduras
- Hungria
- Ilhas Verdes
- Indonésia
- Islândia
- Itália
- Letônia
- Lituânia
- Luxemburgo (uso oficial de ambas as formas)
- Macau (em textos portugueses)
- Macedônia
- Moldávia
- Nicarágua
- Noruega
- Panamá
- Paraguai
- Polônia
- Portugal
- República Checa
- República Dominicana
- Romênia
- Rússia
- Sérvia
- Suécia
- Suíça (não quando são somas de dinheiro)
- Tunísia
- Turquia
- Ucrânia
- Uruguai
- Venezuela
- Vietname

## Outros sistemas numéricos
Unicode define um símbolo chave de separação decimal (⎖ em hexadecimal U+2396, decimal 9110) semelhante ao apóstrofo. Esse símbolo é ISO/IEC 9995 e destina-se ao uso num teclado, para indicar uma chave que realiza a separação decimal.
No mundo árabe, onde os algarismos arábicos orientais são usados para escrever números, um caractere diferente é usado para separar as partes inteira e fracionária dos números. Ele é referido como "separador decimal árabe" (٫) (em hexadecimal U + 066B) em Unicode. Um separador de milhares árabes (٬) também existe.
Na cultura persa, o separador decimal é chamado momayyez, que é escrito como uma barra invertida - há uma pequena diferença entre o caractere de vírgula invertido (persa) usado em sentenças e a vírgula latina (٫) U + 066B) usado para separar sequências de três dígitos. Para separar sequências de três dígitos, uma vírgula latina ou espaço em branco pode ser usado. Contudo, isso não é um padrão.
Em Braille inglês, o ponto decimal (⠨) é diferente da vírgula (⠂) e do ponto final (⠲).

## Exemplos de uso
Os exemplos a seguir mostram o separador decimal e o separador de milhares em vários países que usam o sistema numeral arábico.
| Estilo       | Países |
| ------------ | --- |
| 1,234,567.89 | Canadá (língua inglesa, não oficial), China, Hong Kong, Irlanda, Israel, Japão, Coreia, Malásia, México, Nova Zelândia, Paquistão, Filipinas, Singapura, Taiwan, Tailândia, Reino Unido, Estados Unidos |
| 1234567.89   | Estilo SI (versão em inglês), Austrália, Canadá (em inglês), China, Sri Lanka, Suíça (oficialmente encorajados para números exatos (moeda)) |
| 1234567,89   | Estilo SI (versão francesa), Albânia, Áustria, Bélgica (francês), Bélgica (holandês: alternativa), Brasil, Bulgária, Canadá (francês), Costa Rica, Croácia, República Tcheca, Dinamarca, Estônia, Finlândia, França, Alemanha, Grécia, Hungria, Itália, Kosovo, Europa Latina, Holanda (alternativa), Noruega, Peru, Polônia, Portugal, Romênia, Rússia, Sérvia, Eslováquia, Eslovênia, África do Sul, Espanha (oficial), Suécia, Suíça (oficialmente incentivada para números de curto prazo inexatos), Ucrânia, Vietnã (em livros didáticos) |
| 1,234,567·89 | Irlanda, Malásia, Malta, Filipinas, Singapura, Taiwan, Tailândia, Reino Unido (mais antigos, geralmente escritos à mão) |
| 1.234.567,89 | Argentina, Áustria, Bélgica (holandês: mais comum), Bósnia e Herzegovina, Brasil, Chile, Croácia, Dinamarca, Alemanha, Grécia, Indonésia, Itália, Holanda (mais comum), Portugal, Romênia, Rússia, Eslovênia, Espanha, Suécia (não recomendado), Turquia |
| 12,34,567.89 | Bangladesh, Índia (ver "Sistema Indiano de Numeração") |
| 1'234'567.89 | Suíça (computação), Liechtenstein |
| 1'234'567,89 | Suíça (caligrafia) |
| 1.234.567'89 | Espanha (caligrafia) |
| 123,4567.89  | China (baseado em potências de 10 000 - ver "Numerais chineses") |

- Albânia, Bélgica (francesa), Estônia, França, Hungria, Polônia, Eslováquia e em grande parte da Europa Latina , além do Canadá (francês): 1 234 567,89 (Na Espanha, na caligrafia também é comum usar uma vírgula superior: 1.234 0,567 ' 89)
- Bélgica (holandesa), Brasil, Dinamarca, Alemanha, Grécia, Indonésia, Itália, Holanda, Portugal, Romênia, Rússia, Eslovênia, Suécia e grande parte da Europa: 1 234 567,89 ou 1.234.567,89. Na caligrafia , 1 ˙ 234 ˙ 567 , 89 também é visto, mas nunca na Bélgica, Brasil, Dinamarca, Estônia, Alemanha, Holanda, Portugal, Romênia, Rússia, Eslovênia ou Suécia. Na Itália, um apóstrofo reto também é usado na caligrafia: 1'234'567,89. Na Holanda e na Bélgica de língua holandesa, o separador de milhares de pontos é mais comumente usado e é preferido para valores monetários, mas o espaço é recomendado por alguns guias de estilo, principalmente em redação técnica.[26]
- Estônia, os números de moeda costumam usar um ponto "." como o separador decimal e um espaço como um separador de milhares. Isso é mais visível em recibos de compras e em documentos que também usam outros números com decimais, como medidas. Essa prática é usada para distinguir melhor entre preços e outros valores com decimais. Uma convenção mais antiga usa pontos para separar milhares (com vírgulas para decimais) - essa prática mais antiga torna mais fácil evitar quebras de palavras com números maiores.
- Historicamente, na Alemanha e na Áustria, milhares de separadores eram ocasionalmente denotados por usos alternados de vírgula e ponto, por exemplo, 1.234.567.890,12,[27][28] para "eine Milliarde 234 Millionen...", mas isso nunca é visto nos dias atuais e requer explicação para um leitor alemão contemporâneo.
- Suíça: Existem dois casos: 1 ' 234 ' 567 . 89 é usado para valores monetários. Um apóstrofo como um separador de milhares junto com um ponto "." como o separador decimal. Para outros valores, o estilo SI 1 234 567,89 é usado com vírgulas "," como o separador decimal. O apóstrofo também é a variedade mais comum para valores não monetários: 1 ' 234 ' 567 , 89 - embora esse uso seja oficialmente desencorajado.
- Irlanda, Israel, Japão, Coréia (ambos), Malásia, Nova Zelândia, Filipinas, Cingapura, Taiwan, Tailândia, Reino Unido e Estados Unidos: 1.234.567 . 89 ou 1.234.567 · 89; o último é geralmente encontrado apenas em documentos mais antigos e especialmente manuscritos . A Austrália usou esse estilo até os anos 70; agora ele usa o estilo SI.[29]
- Parte inglesa do Canadá, há dois casos: O método preferencial para valores monetários é de US $ 4.000,00 - enquanto para valores numéricos, é de 1 234 567.89 ; entretanto, as vírgulas também são usadas às vezes, embora não sejam mais ensinadas na escola ou usadas em publicações oficiais. [ citação necessário ]
- Estilo SI : 1 234 567.89 ou 1 234 567,89 (nas suas próprias publicações, o ponto "." É usado na versão inglesa, e a vírgula "," na versão francesa).
- China, vírgula e espaço são usados para marcar grupos de dígitos, porque o ponto é usado como separador decimal. Não há uma convenção universal sobre o agrupamento de dígitos, portanto, tanto o agrupamento de milhares quanto o agrupamento de dígitos podem ser encontrados. Japão e Taiwan são semelhantes; embora quando agrupando por miríades, kanji ou caracteres são frequentemente usados como separadores: 1 億 2345 万 6789/1 億 2345 萬 6789. As vírgulas são usadas quando agrupadas por milhares.
- Índia, devido a um sistema numeral usando lakhs ( lacs ) (1,23,456 igual a 123 456) e crores (1,23,45,678 igual a 12 345 678 ), a vírgula é usada em níveis de mil; laque e crore, por exemplo, 10 milhões (1 crore) seriam escritos como 1.00.00.000. No Paquistão, há uma tendência maior de usar o sistema ocidental padrão, enquanto usa o sistema de numeração indiano ao conduzir negócios em urdu .

| Valor indiano       | Valor              |
| ------------------- | ------------------ |
| Um                  | 1                  |
| Dez                 | 10                 |
| Cem                 | 100                |
| Mil                 | 1.000              |
| Laque               | 1.00.000           |
| Crore               | 1.00.00.000        |
| Arábico (não usual) | 1.00.00.00.000     |
| Kharab (não usual)  | 1.00.00.00.00.000  |
| Laque Crore         | 10.00.00.00.00.000 |

## Caracteres Unicode
Usados com Numerais arábicos ocidentais (0123456789):
- U+0020   ESPAÇO
- U+0027 ' APÓSTROFO (&apos;)
- U+002C , VÍRGULA (&comma;)
- U+002E . PONTO FINAL (&period;)
- U+00B7 · PONTO MEDIANO (&middot;, &CenterDot;, &centerdot;)
- U+2009   ESPAÇO ESTREITO (&thinsp;, &ThinSpace;)
- U+202F   ESPAÇO ESTREITO SEM QUEBRA
- U+02D9 ˙ PONTO ACIMA (&DiacriticalDot;, &dot;)

Usados com Numerais arábicos orientais (٠١٢٣٤٥٦٧٨٩):
- U+066B ٫ SEPARADOR ARÁBICO DECIMAL
- U+066C ٬ SEPARADOR ARÁBICO DE MILHARES

Usados com teclados:
- U+2396 ⎖ SÍMBOLO CHAVE DE SEPARAÇÃO DECIMAL (lembra um apóstrofo)